# Böhmischer Löwe

Der doppelschwänzige Böhmische Löwe im Kleinen Wappen der Tschechischen Republik

Der Böhmische Löwe ist eine gemeine Figur der Heraldik. Er ist das ab dem 13. Jahrhundert dokumentierte Wappentier Böhmens und heute ein staatliches Symbol Tschechiens.

## Darstellung und Bedeutung

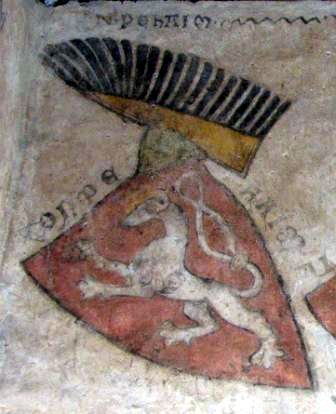
Erste bekannte farbige Darstellung des Böhmischen Löwen in der Gozzoburg im niederösterreichischen Krems

Blasonierung:
Auf rotem Schild als silberner doppelschwänziger, gold- oder rotgezungter, goldbewehrter und ebenso gekrönter steigender Löwe.
Der besondere Unterschied zu den anderen Löwen in der Heraldik ist seine Doppelschwänzigkeit, die sonst nicht häufig ist. In einigen Wappen ist er gegengewendet, das heißt seine Blickrichtung ist nach heraldisch links. Auch ist er als verkappter Löwe aus dem Wappen von Ústí nad Labem bekannt.

## Geschichte
Das erste staatliche Herrschaftssymbol für Böhmen war nicht der Löwe, sondern der Flammenadler der Přemysliden, später Wenzelsadler genannt. Er findet sich bereits auf Münzen aus der Zeit des Fürsten Bedřich im 12. Jahrhundert. Die Dalimil-Chronik bringt den Wappenlöwen mit der Verleihung des Königstitels an Vladislav im Jahre 1156 in Verbindung. Zuverlässig belegt ist der Löwe jedoch erst auf dem Siegel des mährischen Markgrafen Vladislav Heinrich im Jahr 1213.

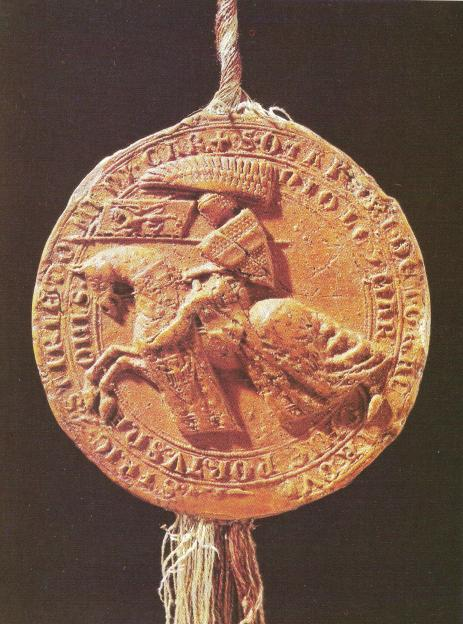
Siegel von Ottokar II. Přemysl

Die Zweischwänzigkeit ist ab 1248 dokumentiert. Mit dem Aufstieg Přemysl Ottokars II. zum König etablierte sich das Wappentier als Symbol des Königreichs. Der Löwe, der seinen Anfang in den Wappen verschiedener Herrscher nahm, verbreitete sich mit der Erweiterung des böhmischen Einflussgebietes in vielen Wappen. Beispiele sind Görlitz, Löbau, Plech und Spremberg. Löbau kann den Löwen bereits auf einem Siegel von 1254 nachweisen Auch im Wappensaal des Wenzelschlosses in Lauf an der Pegnitz befindet sich das böhmische Wappen, was die ehemalige Größe des Herrschaftsbereiches demonstriert.
Der böhmische Löwe überdauerte die Přemyslidendynastie und blieb bis dessen Ende 1918 das Wappen des Königreichs Böhmen. Er wurde in das Wappen der Tschechoslowakei aufgenommen. Im Staatswappen Tschechiens nimmt er einen gebührenden Platz ein, da er, wie auch der Mährische Adler, zu den nationalen Symbolen zählt.
Der böhmische Löwe wird als tschechische Nationalallegorie verwendet.

## Beispiele

### Als staatliches Symbol

Wappen Tschechiens
Orden des Weißen Löwen
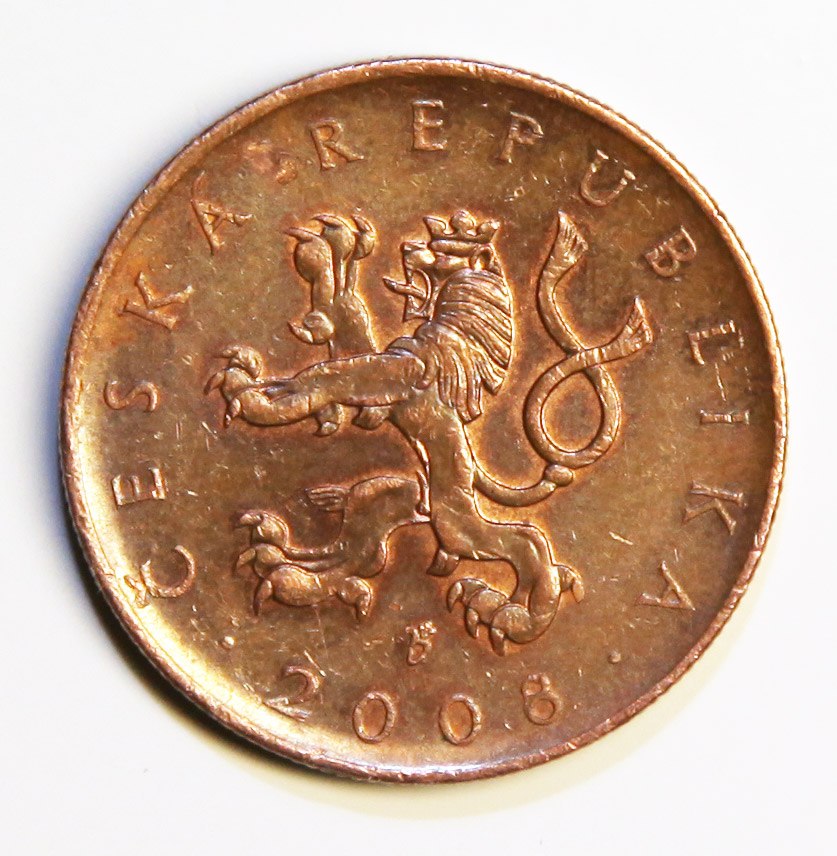
10 Tschechische Kronen
Wappen der Tschechoslowakei
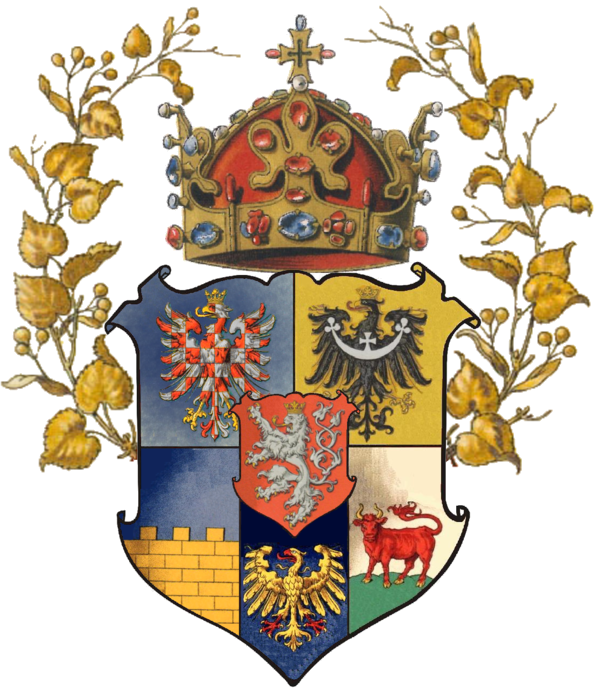
Länder der Böhmischen Krone
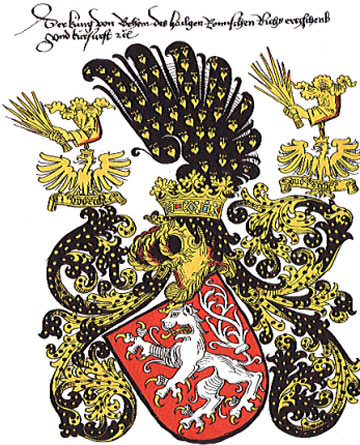
Königreich Böhmen
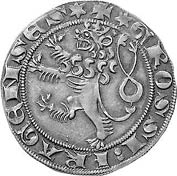
Prager Groschen
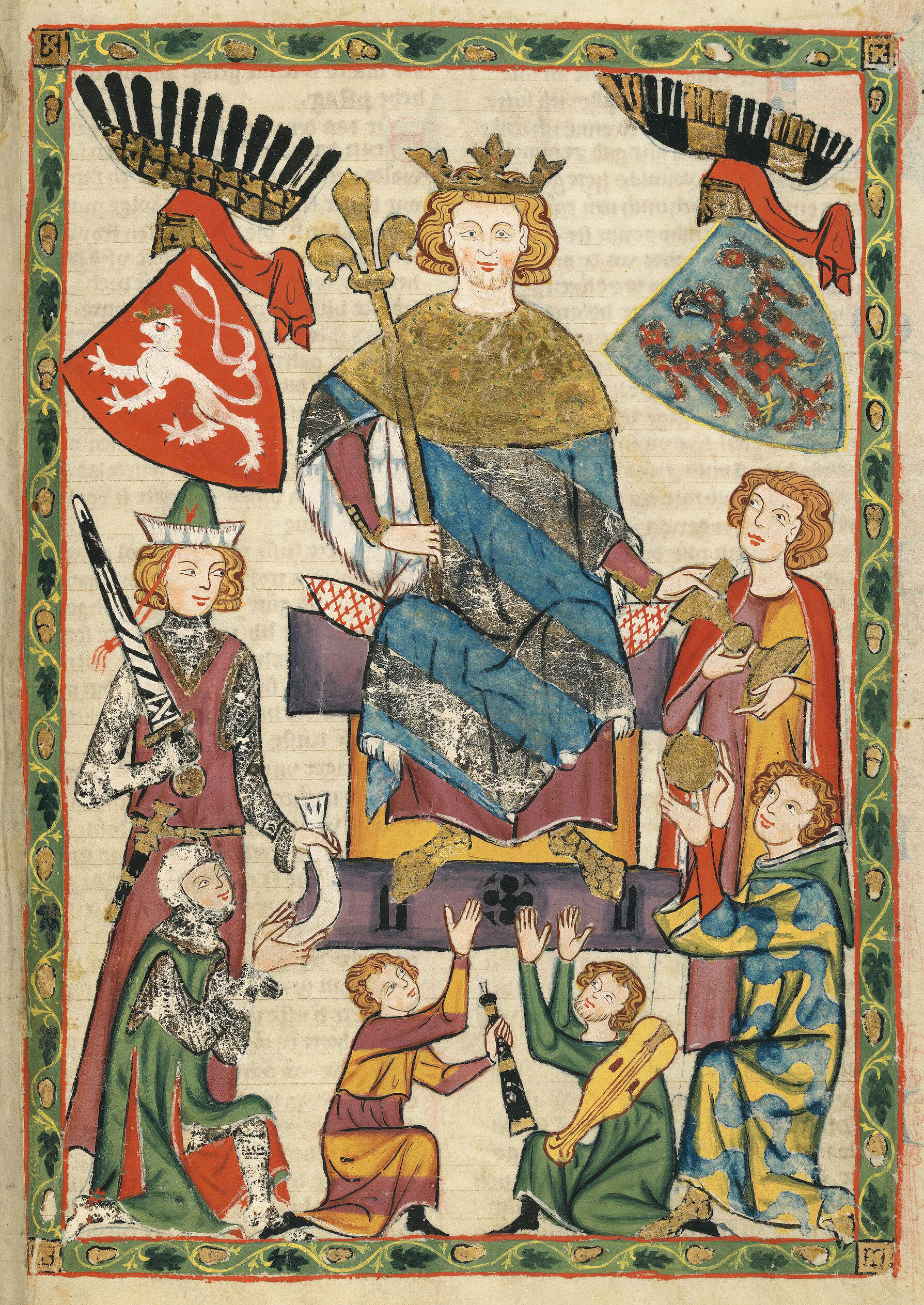
König Wenzel II. (Codex Manesse)
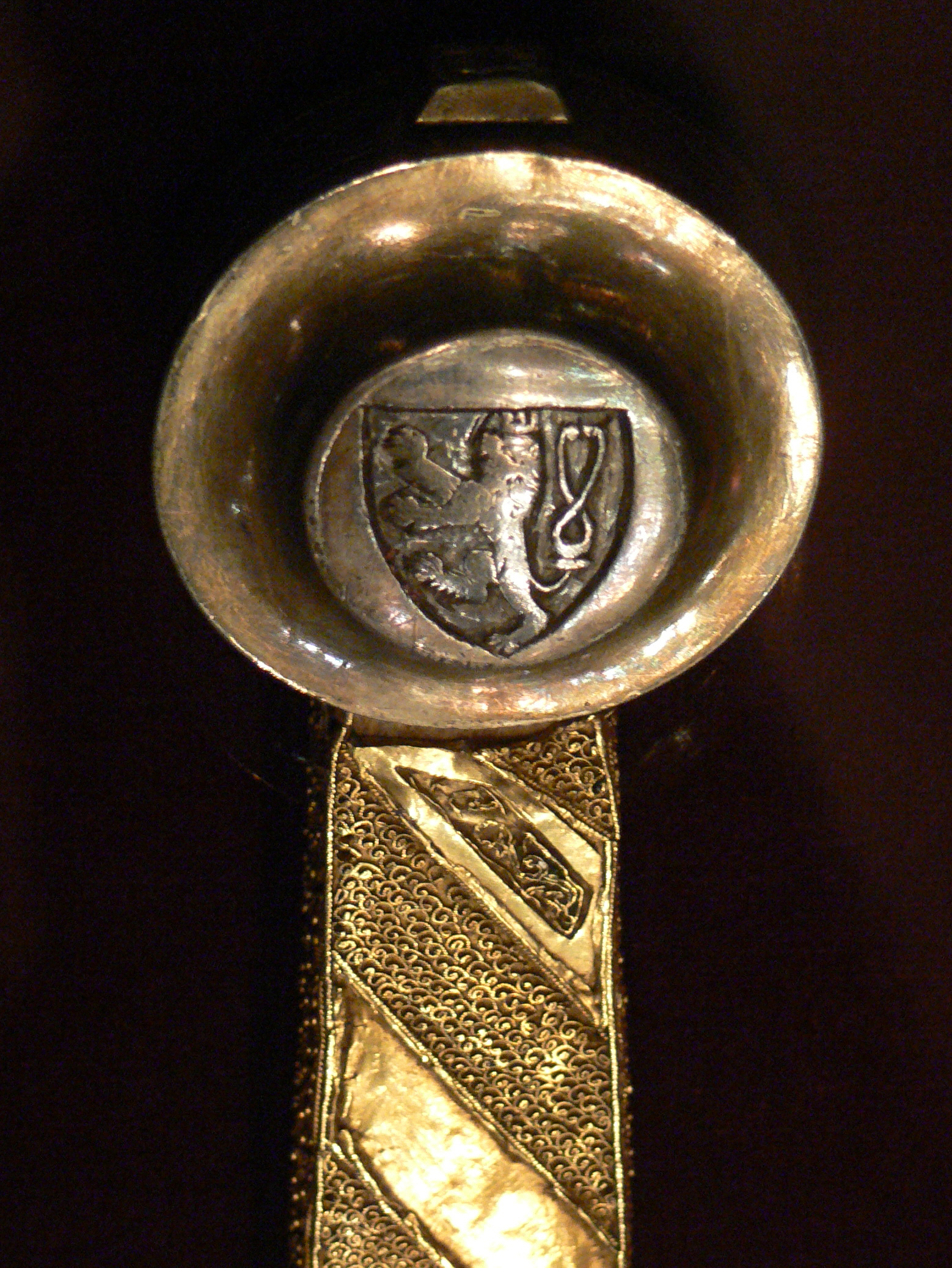
Böhmischer Löwe am Knauf des Zeremonialschwerts der Reichskleinodien

### In der kommunalen Heraldik
Der böhmische Löwe als hoheitliches Symbol kommt in Stadt- und Gemeindewappen in den historischen Ländern der böhmischen Krone vor. 

#### Deutschland

Dudeldorf/Eifel
Görlitz
Landkreis Görlitz
Guben
Kamenz
Königstein (Sächsische Schweiz)
Löbau
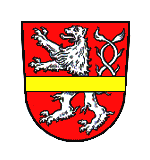
Plech/Oberfranken
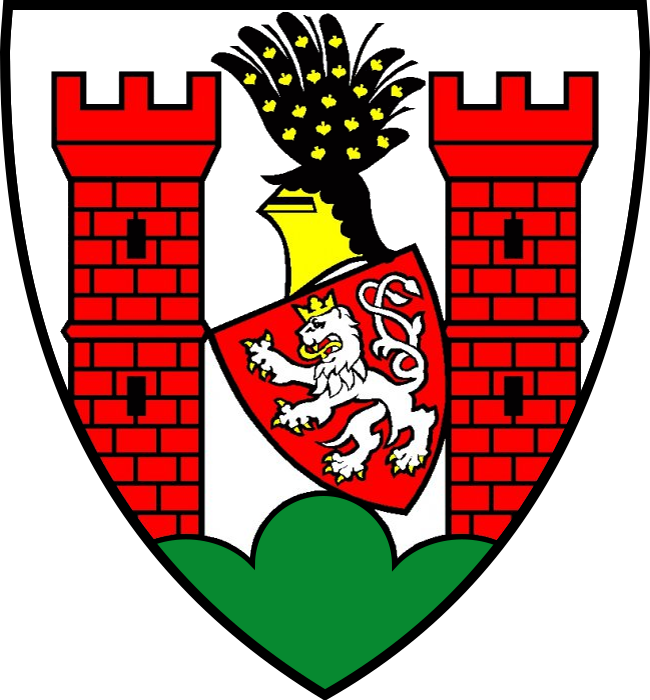
Spremberg
Zittau

#### Tschechien

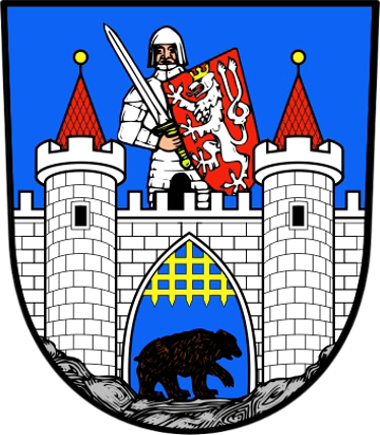
Beroun (Beraun)
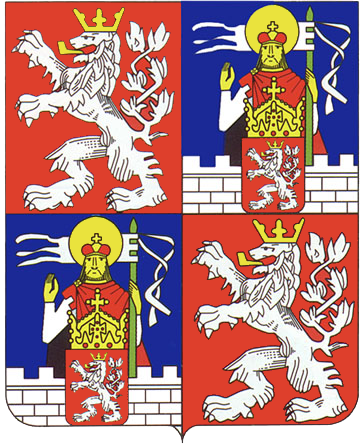
Brandýs nad Labem-Stará Boleslav (Brandeis an der Elbe-Altbunzlau)
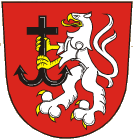
Čechy u Přerova (Tschech)
České Budějovice (Budweis)
Čáslav (Caßlau)
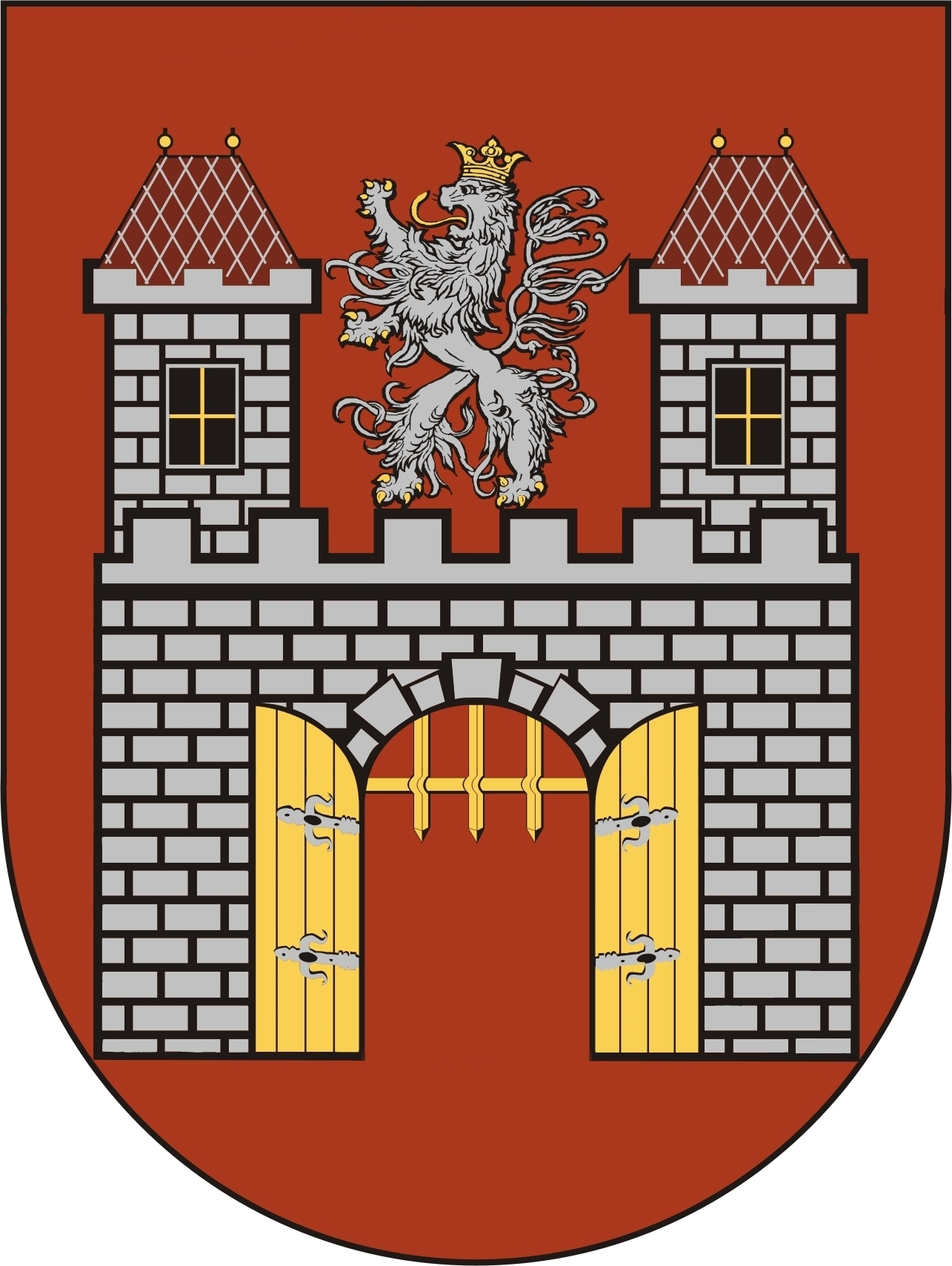
Dvůr Králové (Königinhof)
Jihlava (Iglau)
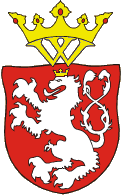
Jílové u Prahy (Eule)
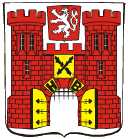
Havlíčkův Brod (Deutschbrod)
Hostomice (Hostomitz)
Hradec Králové (Königgrätz)
Karlovy Vary (Karlsbad)
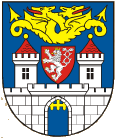
Kolín
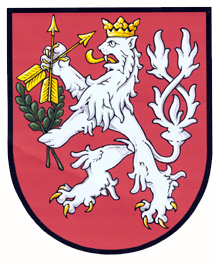
Kostelec nad Orlicí (Adlerkosteletz)
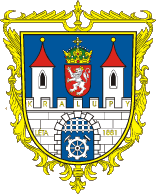
Kralupy nad Vltavou (Kralup an der Moldau)
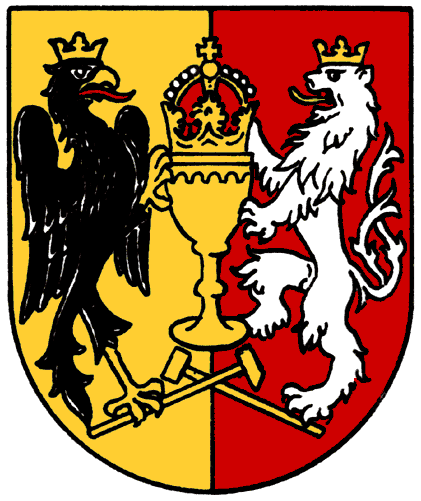
Kutná Hora (Kuttenberg)
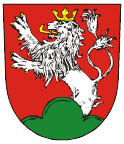
Lipník nad Bečvou (Leipnik)
Litoměřice (Leitmeritz)
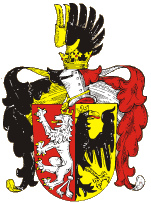
Mělník
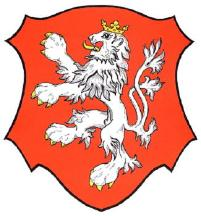
Městec Králové (Königsstadt)
Mladá Boleslav (Jungbunzlau)
Mnichov u Mariánských Lázní (Einsiedl)
Náchod
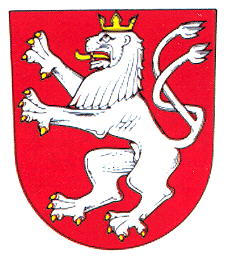
Nový Bydžov (Neubydzow)
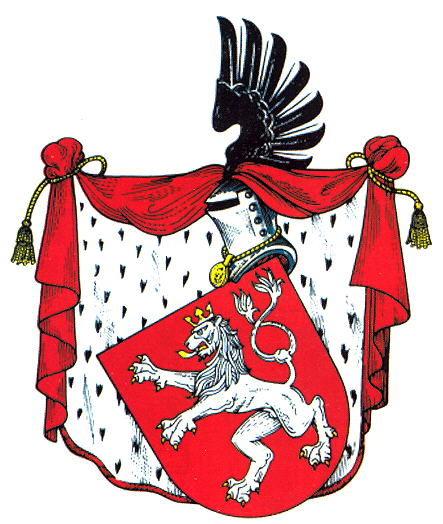
Nový Knín (Neuknin)
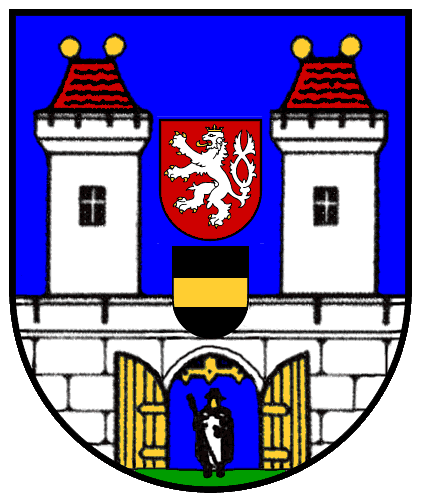
Pelhřimov (Pilgram)
Slaný (Schlan)
Slavkov (Austerlitz)
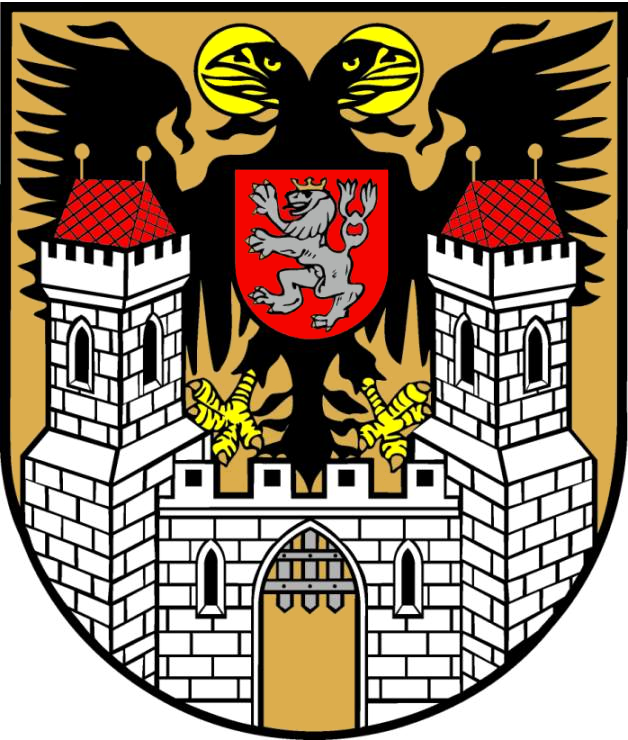
Tábor
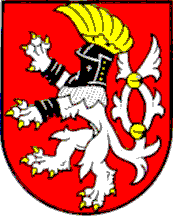
Ústí nad Labem (Aussig)
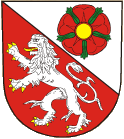
Veselí nad Lužnicí (Wessel an der Lainsitz)
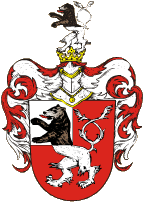
Žebrák (Bettlern)
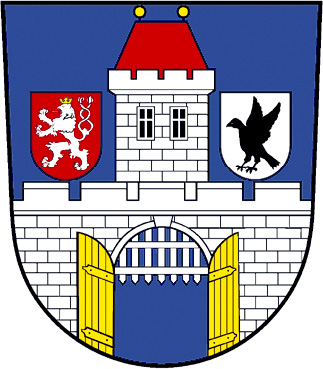
Železný Brod (Eisenbrod)

#### Polen

Bystrzyca Kłodzka (Habelschwerdt)
Głubczyce (Leobschütz)
Kąty Wrocławskie (Kanth)
Kłodzko (Glatz)
Lądek-Zdrój (Bad Landeck)
Legnica (Liegnitz)
Wrocław (Breslau)

### In Familienwappen

Gonzaga, Herzöge von Mantua (1432)
Kralik von Meyrswalden (1877)